# Distrikt Caraz

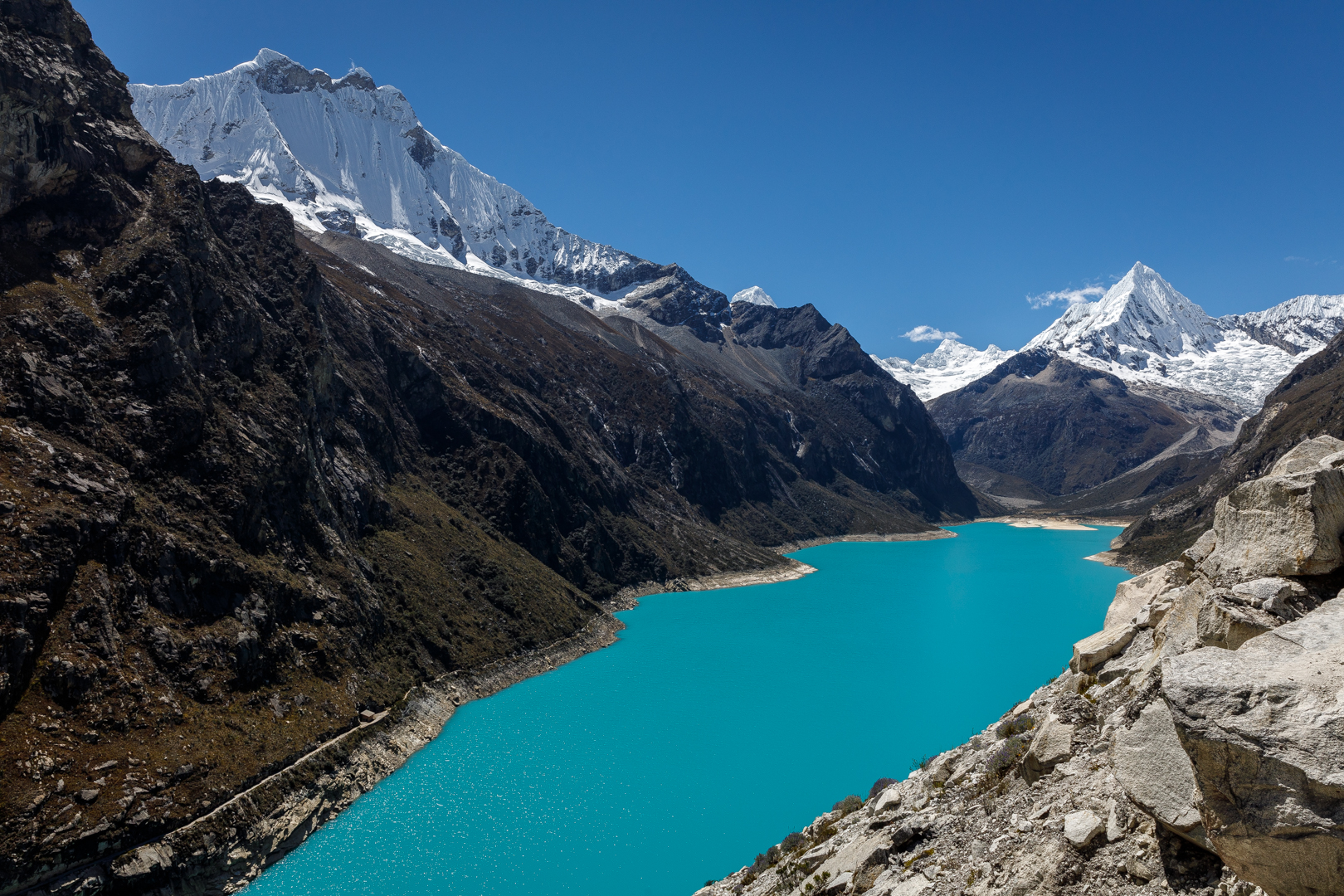
Laguna Parón

Der Distrikt Caraz liegt im Südosten der Provinz Huaylas in der Region Ancash in West-Peru. Der am 19. Dezember 1825 gegründete Distrikt hat eine Fläche von 246,52 km². Beim Zensus 2017 lebten 24.128 Einwohner im Distrikt Caraz. Im Jahr 1993 lag die Einwohnerzahl bei 19.134, im Jahr 2007 bei 23.580. Verwaltungssitz ist die im Hochtal Callejón de Huaylas am rechten Flussufer des Río Santa auf einer Höhe von 2285 m gelegene Stadt Caraz.
Der Distrikt Caraz hat eine Längsausdehnung in WSW-ONO-Richtung von 33 km. Im Osten umfasst der Distrikt das Tal des Río Parón in der Cordillera Blanca mit dem Gletscherrandsee Laguna Parón. Im äußersten Osten erhebt sich der 5885 m hohe Berg Nevado Pirámide, im Süden der 6395 m Huandoy. Im Westen reicht der Distrikt bis zur Wasserscheide der Cordillera Negra.
Der Distrikt Caraz grenzt im Norden an den Distrikt Santa Cruz, im Osten an den Distrikt Yanama, im Süden an den Distrikt Yungay (beide in der Provinz Yungay), im Südwesten an den Distrikt Pueblo Libre, im Westen an die Distrikte Pamparomás, Huata und Mato.